# Mesanthura libertia
Mesanthura libertia is een pissebed uit de familie Anthuridae. De wetenschappelijke naam van de soort is voor het eerst geldig gepubliceerd in 1986 door Poore & Lew Ton.